# Équipe de France féminine de basket-ball en 2001
En cette année 2001, l’équipe de France joue le Championnat d'Europe de basket-ball féminin 2001 en France.

## Une année en bleu
L'objectif en cette nouvelle année est le Championnat d'Europe, disputé en France, à Orléans, Gravelines et la phase finale au Mans. Alain Jardel s'appuie sur un groupe dont une majorité de joueuses a été vice-champion d'Europe 1999 en Pologne.
Lors des rencontres amicales, la France ne subit que deux défaites, les deux face à l'Australie. 
Lors du premier tour disputé à Orléans, les Françaises remportent sans trembler leurs cinq rencontres. En quart de finale, elles sont opposées aux Slovaques, s'imposant facilement sur le score de 72 à 56. La Lituanie ne fait pas plus le poids avec une défaite 75 à 44  en demi-finale. C'est la Russie, grâce à sa victoire sur l'Espagne, qui est l'adversaire des Françaises en finale.
La Russie, dirigée par Kapranov, ex-entraîneur de Bourges, est la « bête noire » des Françaises en championnat d'Europe et la meilleure défense de la compétition. La France s'appuie sur Nicole Antibe et Cathy Melain avant la pause pour faire un premier écart avec un 19 à 12 dans le deuxième quart temps qui donne sept points d'avance à la pause. Malgré un retour des Russes, qui passent même un temps devant au tableau d'affichage (52 à 53 à la 32e minute), la France grâce à Isabelle Fijalkowski et Sandra Le Dréan remporte finalement la rencontre sur le score de 73 à 68. Cathy Melain se voit de plus décerner le titre de MVP de la compétition,. 

## Les matches
| Date    | Lieu              | Adversaire         | Score      | Compétition | Meilleures marqueuse (France) |
| ------- | ----------------- | ------------------ | ---------- | ----------- | ----------------------------- |
|         |                   | Russie             | V 78 - 47  | A           |                               |
|         |                   | Lituanie           | V 84 - 68  | A           |                               |
|         |                   | Hongrie            | V 77 - 63  | A           |                               |
|         |                   | Grèce              | V 95 - 65  | A           |                               |
|         |                   | République tchèque | V 109 - 54 | A           |                               |
|         |                   | Australie          | D 73 - 70  | A           |                               |
|         |                   | Japon              | V 89 - 74  | A           |                               |
|         |                   | Lituanie           | V 82 - 58  | A           |                               |
|         |                   | Australie          | D 92 - 86  | A           |                               |
|         |                   | Yougoslavie        | V 97 - 74  | A           |                               |
|         |                   | Yougoslavie        | V 86 - 72  | A           |                               |
| Orléans | 14 septembre 2001 | Roumanie           | V 91 - 52  | CE          |                               |
| Orléans | 15 septembre 2001 | Yougoslavie        | V 88 - 67  | CE          |                               |
| Orléans | 16 septembre 2001 | Ukraine            | V 84 - 71  | CE          |                               |
| Orléans | 18 septembre 2001 | Pologne            | V 73 - 66  | CE          |                               |
| Orléans | 19 septembre 2001 | Espagne            | V 70 - 64  | CE          |                               |
| Le Mans | 21 septembre 2001 | Slovaquie          | V 72 - 56  | CE          |                               |
| Le Mans | 22 septembre 2001 | Lituanie           | V 75 - 44  | CE          |                               |
| Le Mans | 23 septembre 2001 | Russie             | V 73 - 68  | CE          |                               |

D : défaite, V : victoire, AP : après prolongation
A : match amical, CE : Eurobasket 2001

## L'équipe
- Sélectionneur : Alain Jardel
- Assistants :  Ivano Ballarini, Jacques Commères, Jean-Paul Cormy

| Poste           | Joueuse                 | Nombre matchs | Nombre points | Club(s)       |
| --------------- | ----------------------- | ------------- | ------------- | ------------- |
| Intérieure      | Nicole Antibe           |               |               | CJMBB Bourges |
| Intérieure      | Sandra Dijon            |               |               | CJMBB Bourges |
| Intérieure      | Isabelle Fijalkowski    |               |               | Valenciennes  |
| Meneuse         | Edwige Lawson-Wade      |               |               | Valenciennes  |
| Ailière         | Sandra Le Drean         |               |               | Valenciennes  |
| Intérieure      | Nathalie Lesdema        |               |               | Valenciennes  |
| Arrière         | Cathy Melain            |               |               | CJMBB Bourges |
| Intérieure      | Lœtitia Moussard        |               |               | Montpellier   |
| Arrière-meneuse | Audrey Sauret-Gillespie |               |               | Valenciennes  |
| Meneuse         | Laure Savasta           |               |               | Tarbes        |
| Meneuse         | Yannick Souvré          |               |               | CJMBB Bourges |
| Intérieure      | Dominique Tonnerre      |               |               | Tarbes        |

## Sources et références
1. 1 2  Le livre de l'année 2001,L'Équipe 2001
2. ↑  La grande histoire du basket français, Pierre-Marie Descamp, L'Équipe 2007,  (ISBN 2915535566)